# Emmanuel Scheffer
Emmanuel Scheffer (hebreo: עמנואל שפר‎),
(1 de febrero de 1924 - 28 de diciembre de 2012) fue un entrenador y jugador de fútbol israelí, popular por haber sido el técnico que dirigió a la selección de Israel en su primer Mundial en 1970. 
La dirigió durante dos etapas, desde 1968 hasta 1970, y desde 1978 hasta 1979.
Como futbolista jugó en el Hapoel Haifa FC y Hapoel Kfar Saba.